# Monumento megalítico da Folha da Amendoeira
O Monumento megalítico da Folha da Amendoeira foi um tholos perto da aldeia de Odivelas, no concelho de Ferreira do Alentejo, em Portugal.

## História
O monumento foi descoberto acidentalmente nos princípios de 1952, quando se estava a lavrar a zona da Folha da Amendoeira, na Herdade do Monte de Outeiro, em Odivelas. Ao ser empurrada, a charrua levantou várias pedras, ossos humanos e objectos, tendo o gestor da exploração agrícola, Joaquim Maria Camacho, investigado o local. Apesar da exiguidade em que se fez a escavação, num espaço com cerca de dois metros quadrados, foram encontrados muitos ossos humanos e artefactos, como placas de ídolos e fragmentos de machados de pedra. Joaquim Camacho resolveu então fazer uma outra escavação a cerca de quatro metros da anterior, num sítio onde tinham sido descobertas pedras à superfície formando um círculo ovalado.
Em Junho, o agricultor foi ao Museu de Beja mostrar as peças encontradas, tendo o arqueólogo Abel Viana e outros funcionários do museu ido até Odivelas, para fazer investigações no local. No regresso a Beja levaram consigo o espólio, para o analisarem, e que foi inventariado como seis instrumentos de pedra polida e dois fragmentos, oito facas em sílex inteiras ou danificadas, 24 fragmentos de facas, quinze ídolos-placas de xisto inteiros e mais seis fragmentos de outras, cinco dentes perfurados dos quais dois estavam completos, duas cabeças de alfinete em osso, duas hastes em osso que provavelmente pertenciam a alfinetes ou perfuradores, dois pequenos búzios com perfuração dupla, uma pequena pedra circular que tinha sido talhada em forma de um disco espesso, e sete vasilhas de barro e fragmentos de outras duas, e um dente de javali.
Em 2005, foram feitos estudos no local do monumento, no âmbito do programa de levantamento arqueológico do concelho de Ferreira do Alentejo.

## Descrição
O monumento da Folha da Amendoeira era um tholos em falsa cúpula, do período calcolítico. Era composto por duas divisões de dimensões diferentes, e estava coberta com duas lages, uma maior que encimava a maior parte da estrutura, e outra de menores dimensões que complementava a primeira. Estava situada perto do Canal de Odivelas.
O espólio encontrado no local inclui machados de pedra polida, lâminas de sílex, seis vasos lisos, diversos objectos de adorno, e catorze placas em xisto. Outras peças foram vendidas por Joaquim Camacho ao Museu Etnológico de Belém, que consistiam em 24 ídolos-placas e duas cabeças de alfinete em osso.
Uma vez que as pedras que formavam o monumento foram removidas, só se conheceu a sua estrutura física através do testemunho de Joaquim Maria Camacho.